# Philippe G.L. Malivoire-Filhol de Camas
Philippe G.L. Malivoire-Filhol de Camas, francoski general, * 1907, † 1992.